# 'Cause You Are Young
«'Cause You Are Young» (en español: «Porque eres joven») es el segundo sencillo del álbum debut de C.C. Catch publicado en febrero de 1986. La canción fue compuesta, arreglada y producida por el alemán Dieter Bohlen. El tema se incluyó en el álbum Catch the Catch publicado en 1986.

## Sencillos
7" sencillo Hansa 107 885, 1986
1. «'Cause You Are Young»	  	3:30
2. «One Night's Not Enough»		3:22

12" Maxisencillo Hansa 602 144, 1986
1. «'Cause You Are Young» (Maxi Versión)	4:55
2. «One Night's Not Enough» (Maxi Versión)		5:17

## Posicionamiento
| Listas (1986) | Máxima posición |
| ------------- | --------------- |
| Alemania      | 9               |
| Austria       | 28              |
| España        | 6               |
| Suiza         | 8               |

## Créditos
- Letra y música - Dieter Bohlen
- Arreglos - Dieter Bohlen
- Producción - Dieter Bohlen
- Diseño - Vormstein/Kortemeier
- Dirección de arte - Manfred Vormstein
- Fotografía - Günter W. Kienitz
- Distribución - Ariola Group